# Harry Fielding Reid

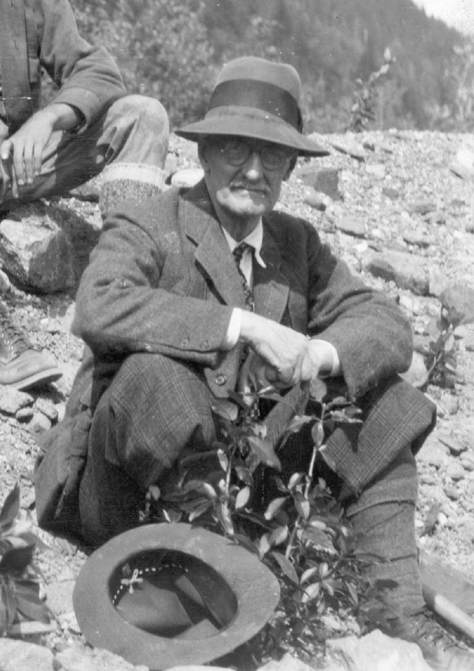
Harry Fielding Reid, Alaska 1933

Harry Fielding Reid (* 18. Mai 1859 in Baltimore, Maryland; † 18. Juni 1944 ebenda) war ein US-amerikanischer Geophysiker und Hochschullehrer an der Johns Hopkins University. Er war ein Pionier der Geophysik in den USA (besonders Gletscherkunde und Erdbebenforschung).

## Leben
Reid war der Sohn eines Zuckerfabrikanten, seine Mutter stammte aus der Familie des ersten US-Präsidenten George Washington und Reid hatte daher stets gute gesellschaftliche Verbindungen in den USA. Reid wurde in der Schweiz erzogen und an der Pennsylvania Military Academy und studierte ab 1877 an der Johns Hopkins University mit dem Bachelor-Abschluss 1880. Zu seinen Lehrern gehörten der Physiker Henry Augustus Rowland und der Mathematiker James Joseph Sylvester. 1885 wurde er bei Rowland in Physik promoviert (mit einer Dissertation über das Platin-Spektrum). 1884 bis 1886 besuchte er Europa und war bei Hermann von Helmholtz in Berlin und J. J. Thomson am Cavendish Laboratory in Cambridge, mit dem er sich befreundete. Ab 1886 lehrte er Physik und Mathematik an der Case School of Applied Science in Cleveland (Ohio), lehrte dann kurz an der University of Chicago, bevor er 1896 Professor an der Johns Hopkins University wurde. 1911 erhielt er dort den Lehrstuhl für Dynamische Geologie und Geographie, was seine Pionier-Rolle als Geophysiker in den USA widerspiegelte.
1910 wurde er zum Mitglied der American Philosophical Society gewählt. 1912 wurde er in die National Academy of Sciences aufgenommen. 1924 bis 1926 war er Präsident der American Geophysical Union. Ihm zu Ehren benannt ist der Reid-Gletscher in der Antarktis.
Er heiratete noch als Student Edith Gittings aus angesehener Familie in Baltimore und hatte mit ihr einen Sohn und eine Tochter.

## Werk
Reid war ein Pionier der Gletscherdynamik und besuchte 1890 den Glacier-Bay-Nationalpark in Alaska, begleitet von Studenten wie dem Geologen Henry Platt Cushing (1860–1921), und nochmals 1892, um Messungen an Gletschern vorzunehmen, die seine Theorie der Gletscherbewegung bestätigen sollten. Einer der Gletscher im Park wurde später nach ihm benannt.
Ein weiteres Arbeitsgebiet von Reid war die Seismologie. Er sammelte ab 1902 seismologische Daten für den US Geological Survey und veröffentlichte 1911 einen der ersten zusammenfassenden Berichte in den USA über die damals neue Wissenschaft. Mit Andrew Cowper Lawson, Professor in Berkeley und ehemaliger Doktorand (1888) der Johns Hopkins University, war er in der staatlichen Kommission zum Studium des Erdbebens von San Francisco 1906. Sie kamen zu dem Schluss, dass die Ursache der Aufbau massiver elastischer Spannungen längs der Verwerfung der St. Andreas Spalte war, die sich im großen Beben von 1906 entluden (Theorie des elastic rebound von Reid). Danach war er ein international anerkannter Experte für Erdbeben, der auch unter anderem 1926 eine internationale wissenschaftliche Konferenz dazu in Japan besuchte.

## Schriften
- Studies of Muir Glacier, National Geographic Magazine, 4, 1892, S. 19–55
- Variations of Glaciers, 20 Teile, 1896 bis 1916 (erster Teil in Science Band 3, 1896, 867 und Journal of Geology, Band 3, 1896, S. 278–288)
- The variations of glaciers, 9 Teile, Zeitschrift für Gletscherkunde, Band 1 bis 9, 1906 bis 1914
- The mechanics of glaciers, Journal of Geology, 4, 1896, S. 912–928
- The California earthquake of April 18, 1906, Band 2 des Report of the (California) State Earthquake Investigation Commission: The mechanics of the Earthquake, Carnegie Institution, Washington D. C., Publ. No. 87, Band 2, 1910
- The elastic bound theory of earthquakes, Univ. Calif. Publ. Bulletin Dept. Geology, 6, 1911, S. 413–444
- The Lisbon earthquake of November 1, 1755, Seis. Soc. Amer. Bull., 4, 1914, S. 53–80
- The problems of seismology, Proc. Nat. Acad. Sci. USA, 6, 1920, S. 555–561